# Edith Siqueira
Edith Juravel de Siqueira (Santo André, 20 de setembro de 1956 — São Paulo, 2 de julho de 1996) foi uma atriz, autora reporter e jornalista brasileira.

## Biografia
Antes de se tornar atriz ela foi repórter-fotográfica. A carreira como atriz começou em 1977 no teatro experimental. Participou de espetáculos como "Áulis", "As Guerreiras do Amor", "Tâmara" e "Os Ventos e os Valdes".
Foi casada com o ator e diretor Celso Frateschi com quem fez vários espetáculos e, quando faleceu, preparava com o marido a montagem da peça Silvânia".
Na televisão estreou em 1979, em um pequeno papel na telenovela "Cara a Cara", na TV Bandeirantes. Na mesma emissora ela ainda participaria de "Todo Poderoso" e da minissérie "Colônia Cecília". Na TV Globo fez as minisséries "Avenida Paulista", "O Tempo e o Vento" e "Sampa", e na TV Manchete a minissérie "Rosa dos Rumos".
Ela morreu em 1996, depois de lutar contra um câncer por mais de um ano.

## Na Televisão
| Ano  | Título            | Personagem  |
| ---- | ----------------- | ----------- |
| 1979 | Cara a Cara       | Maria Tonha |
| 1979 | O Todo Poderoso   |             |
| 1982 | Avenida Paulista  |             |
| 1985 | O Tempo e o Vento | Maruca      |
| 1988 | Sampa             | Vera        |
| 1989 | Colônia Cecília   | Adele       |
| 1990 | Rosa dos Rumos    | Luiza       |